# Joseph Wolff (Missionar)

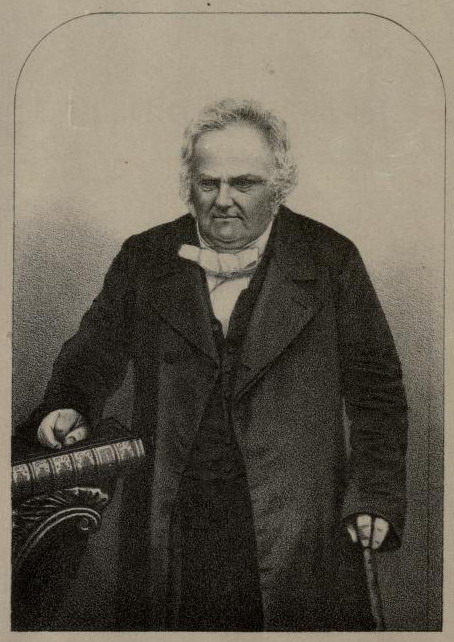
Joseph Wolff

Joseph Wolff (* 1795 in Weilersbach bei Bamberg; † 1862 in Taunton, Vereinigtes Königreich) war ein deutscher Missionar jüdischer Herkunft.

## Leben
Geboren als Sohn des Rabbiners David Wolff, verbrachte Wolff seine Jugend vorwiegend in Bamberg. Danach studierte er an unterschiedlichen Orten Philosophie. 1812 ließ er sich in Prag taufen und studierte danach in Wien. 1816 begann er in Rom eine Ausbildung zum Missionar. 1818 trat er dem Redemptoristenorden im Kloster Valsainte bei. Dieses verließ er kurze Zeit später wieder, ging nach England und trat zum Methodismus über.
Danach wirkte er als Missionar unter Juden in Ägypten und Asien. Berichte über diese Reisen veröffentlichte er in 3 Bänden. Später missionierte er in den Niederlanden, Irland, England und Schottland. In der Folge bereiste er Asien und Amerika, um die zehn verlorenen Stämme Israels zu finden und zu bekehren. Nach seiner Rückkehr nach England trat er zum Anglikanismus über und wirkte ab 1845 als Pfarrer in Taunton.